# Coussarea graciliflora
Coussarea graciliflora är en måreväxtart som först beskrevs av Carl Friedrich Philipp von Martius, och fick sitt nu gällande namn av Johannes Müller Argoviensis. Coussarea graciliflora ingår i släktet Coussarea och familjen måreväxter. Inga underarter finns listade i Catalogue of Life.